# Trasporti e infrastrutture di Berlino

Rete berlinese di S-Bahn e metropolitana

Durante la seconda guerra mondiale, la città di Berlino è stata duramente colpita dai bombardamenti ed è stata in seguito ricostruita con una particolare attenzione alla viabilità ed ai trasporti. Le arterie stradali principali sopportano un traffico intenso ma scorrevole.

## Autostrade e strade federali

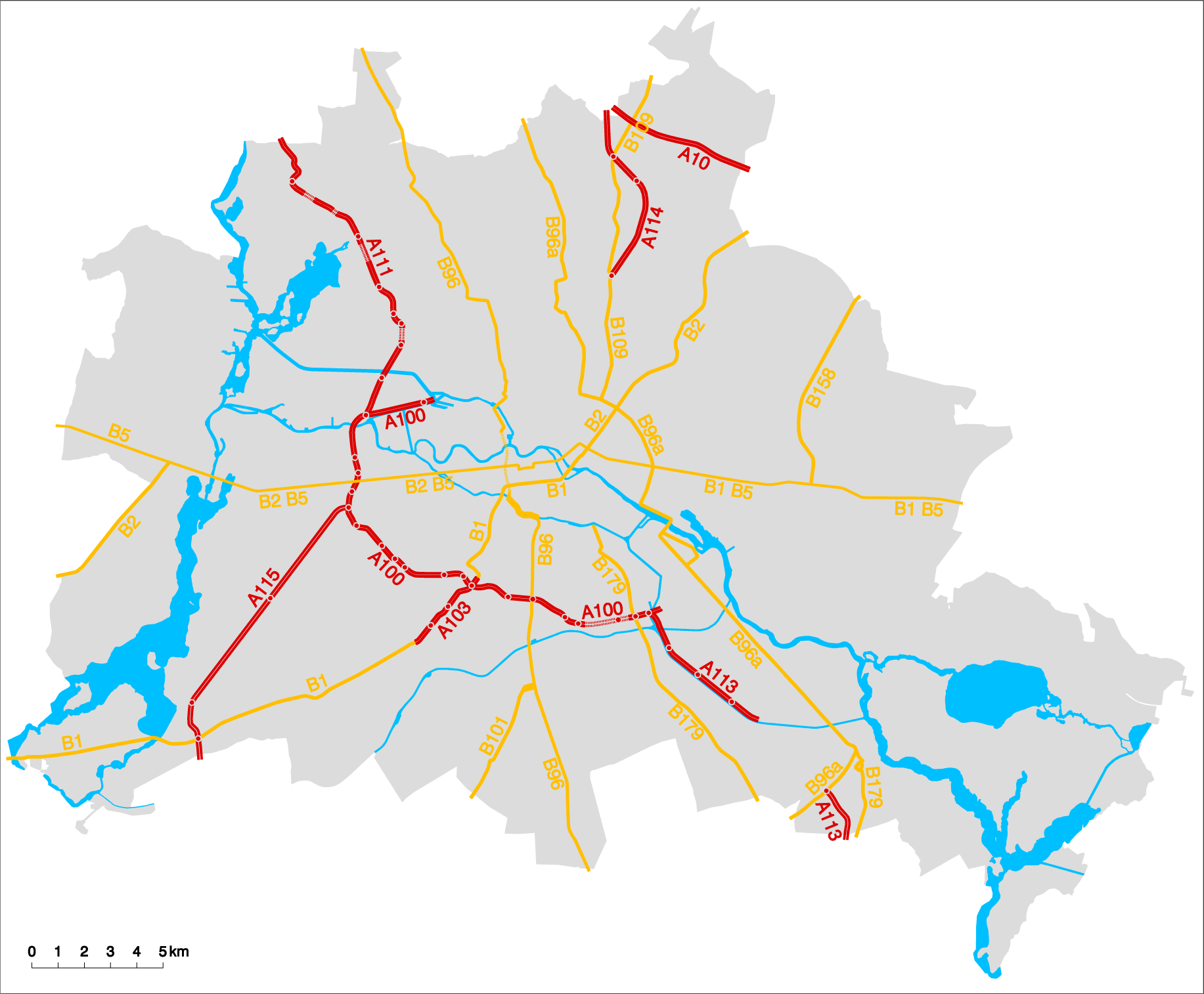
La rete delle autostrade e strade federali (Bundesstraße) di Berlino

Il territorio della città è attraversato da alcune strade federali (Bundesstraßen): B 1, B 2, B 5, B 96, B 96a, B 101, B 109, B 158 e B 179.
Vi sono inoltre numerose tratte di autostrade urbane (Stadtautobahnen), costruite soprattutto negli anni sessanta e settanta nei settori occidentali della città.
La prima autostrada costruita fu la cosiddetta AVUS (Automobil-Verkehrs- und Übungsstraße), nel 1921, oggi parte dell'A 115.
Seguì nel periodo nazionalsocialista la costruzione della parte meridionale ed orientale del raccordo anulare A 10, a grande distanza dalla città, completato poi negli anni settanta.
Nel secondo dopoguerra, l'aumento del traffico automobilistico suggerì la costruzione di una rete di autostrade urbane, sancita, nei settori occidentali, dal piano regolatore del 1965 (Autogerechte Stadt, o "città adattata all'automobile"). Nel settore orientale progetti analoghi furono continuamente rimandati per mancanza di risorse economiche.
Dalla fine degli anni settanta la costruzione di nuove tratte fu però bloccata, sulla spinta delle proteste popolari che contestavano l'inserimento urbanistico delle autostrade urbane.
Attualmente, il sistema delle autostrade urbane berlinesi si compone delle seguenti tratte:
- A 10 (Berliner Ring), raccordo anulare prevalentemente all'esterno del territorio cittadino
- A 100 (Berliner Stadtring, colloquialmente anche Stadtautobahn) Seestraße - Autobahndreieck Neukölln
- A 103 (Westtangente Steglitz) Sachsendamm – Wolfensteindamm/Schloßstraße
- A 111 (Reinickendorf-Zubringer) Autobahnkreuz Oranienburg – Autobahndreieck Charlottenburg
- A 113 (Teltowkanal-Autobahn) Autobahndreieck Neukölln - Autobahnkreuz Schönefeld
- A 114 (Pankow-Zubringer) Autobahndreieck Pankow - Prenzlauer Promenade
- A 115 (AVUS) Autobahndreieck Funkturm – Autobahndreieck Nuthetal
- A 117 Autobahndreieck Treptow - Autobahndreieck Waltersdorf

I progetti futuri prevedono un prolungamento della A 100 (che era originariamente prevista come anello completo) in direzione est, dall'Autobahndreieck Neukölln alla Landsberger Allee attraversando i quartieri di Alt-Treptow e Friedrichshain.

## Ferrovia

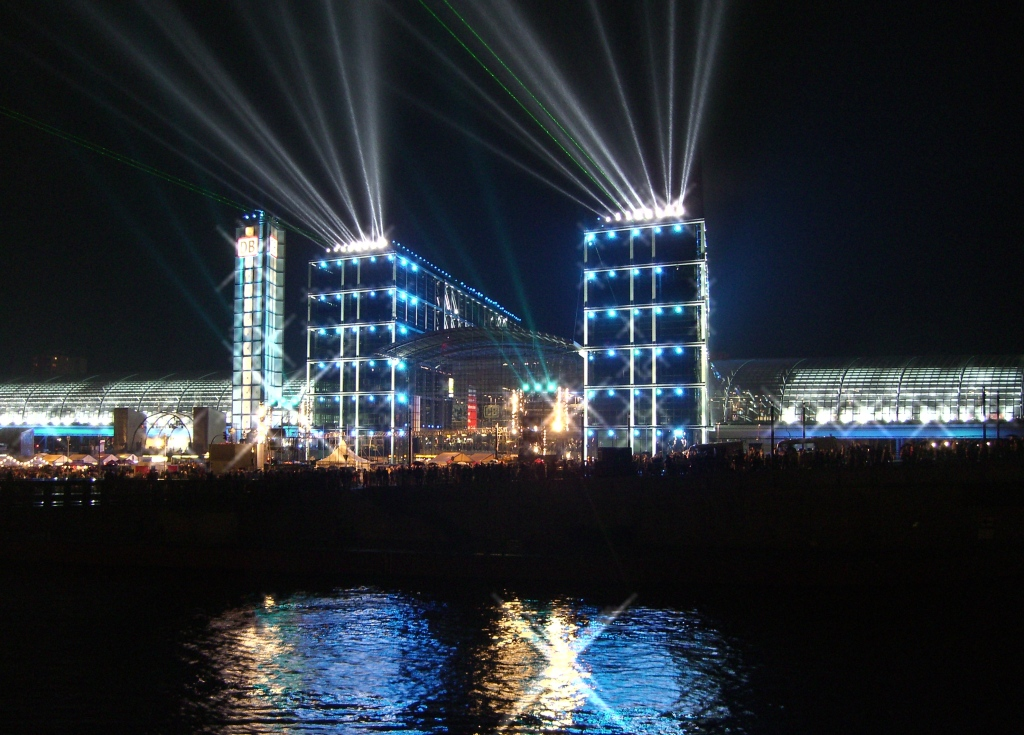
Inaugurazione della Hauptbahnhof (28 giugno 2006)

La rete ferroviaria berlinese è gestita dalla Deutsche Bahn. Alcune linee minori, di importanza regionale, sono concesse ad altre società.
Il traffico nazionale ed internazionale, compresi i treni InterCityExpress, EuroCity ed InterCity, si serve quasi esclusivamente delle stazioni Hauptbahnhof, Gesundbrunnen, Ostbahnhof, Spandau e Südkreuz, nel contempo importanti nodi anche del traffico regionale.
Adibite di norma al solo traffico regionale sono le seguenti stazioni:
- Berlino-Lichtenberg
- Berlino-Schönefeld Aeroporto
- Berlino-Wannsee
- Berlino Giardino Zoologico
- Ahrensfelde
- Berlino Albrechtshof
- Alexanderplatz
- Berlino-Charlottenburg
- Berlino-Friedrichstraße
- Berlino-Hohenschönhausen
- Jungfernheide
- Berlino-Karow
- Berlino-Karlshorst
- Berlino-Lichterfelde Est
- Berlino-Lichterfelde Ovest
- Berlino Potsdamer Platz
- Berlino-Schöneweide
- Berlino-Staaken

La stazione del Giardino Zoologico, già stazione centrale di Berlino ovest, è stata declassata nel 2006 dopo l'apertura della Hauptbahnhof ("stazione centrale" in tedesco) e Südkreuz.

### Storia

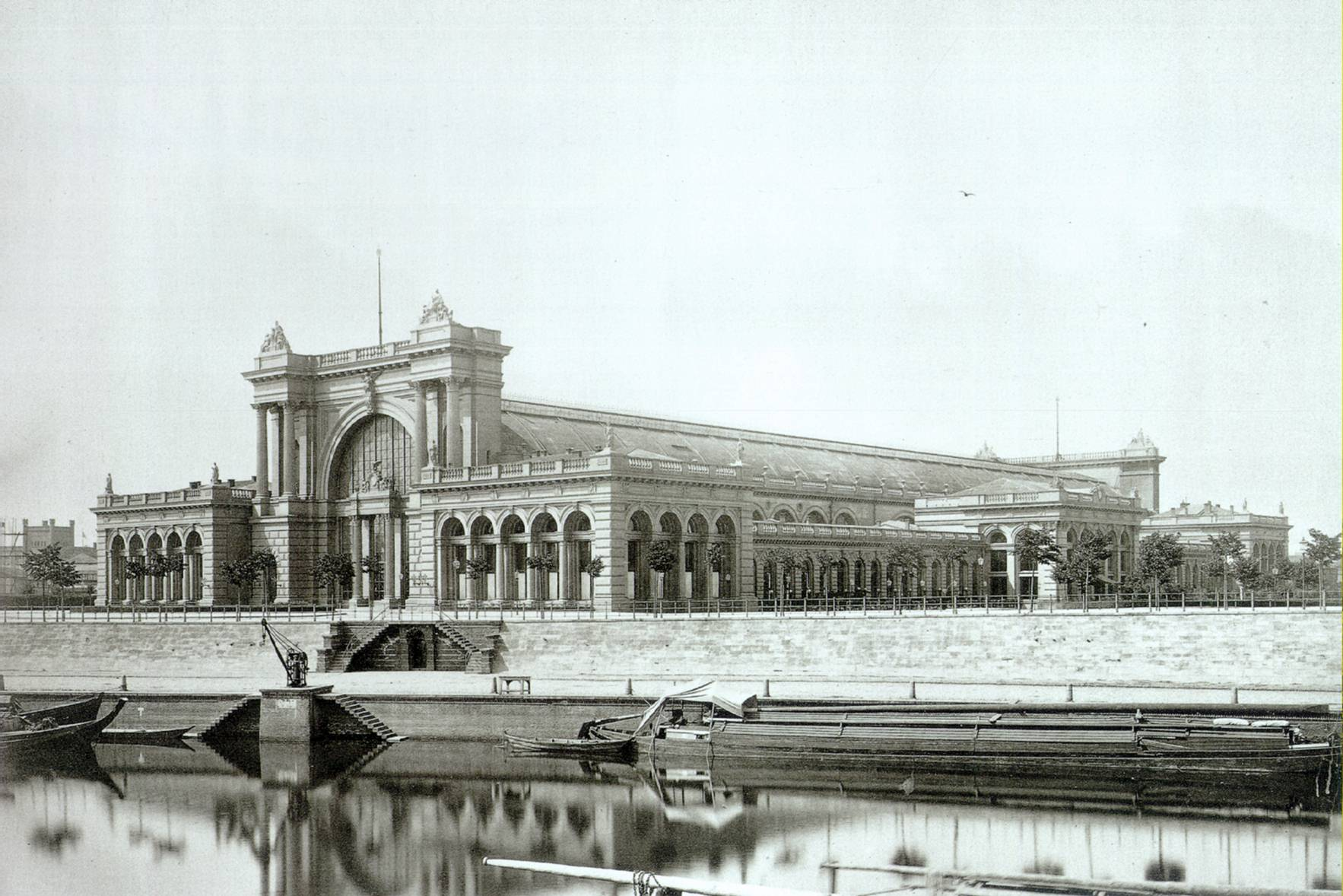
La Lehrter Bahnhof nel 1879

Prima del 1945 la struttura ferroviaria berlinese era imperniata su 11 stazioni di testa, di cui alcune durate pochi anni per motivi tecnici. I terminal storici furono:
- Potsdamer Bahnhof[N 1]
- Anhalter Bahnhof
- Dresdner Bahnhof
- Görlitzer Bahnhof
- Schlesischer Bahnhof[N 2]
- Wriezener Bahnhof
- Ostbahnhof (vecchia)
- Nordbahnhof (vecchia)
- Stettiner Bahnhof
- Hamburger Bahnhof
- Lehrter Bahnhof[N 3]

Con la divisione della città queste stazioni, che si trovavano nei quartieri occidentali, o presso di essi, furono chiuse.
In dettaglio:
- Potsdamer Bahnhof, il 27 settembre 1945
- Görlitzer Bahnhof, il 29 aprile 1951
- Lehrter Bahnhof, il 28 agosto 1951
- Anhalter Bahnhof e Nordbahnhof[N 4], il 18 maggio 1952.

Il traffico interno alla Repubblica Democratica fu deviato sull'Ostbahnhof, percorrendo provvisoriamente la Stadtbahn, e pochi anni dopo il nuovo anello ferroviario esterno (Berliner Außenring), con capolinea alla stazione di Lichtenberg.
Il traffico di transito (attraverso la DDR) dalla Repubblica Federale alla stazione Zoologischer Garten di Berlino Ovest, rimase invece sulla Stadtbahn.
Gli edifici monumentali delle vecchie stazioni di testa - molti dei quali già ridotti a ruderi dai bombardamenti della seconda guerra mondiale - furono demoliti fra gli anni cinquanta e sessanta. Fa eccezione lo Hamburger Bahnhof, oggi museo.
Con la riunificazione, il traffico ferroviario fu nuovamente concentrato sulla Stadtbahn e sull'Ostbahnhof.
Dal 2006 a questo itinerario est-ovest si è aggiunto il nuovo tunnel nord-sud (Tiergartentunnel). Al punto di incrocio, sul sito della vecchia Lehrter Bahnhof, sorge la moderna stazione centrale Hauptbahnhof.

## Aeroporti
Lo scalo principale, oltreché l'unico in attività, della capitale tedesca è l'aeroporto di Berlino-Brandeburgo (BER), intitolato a Willy Brandt, inaugurato il 31 ottobre 2020 e situato nell'area del già esistente scalo di Schönefeld. Il nuovo scalo ha portato alla chiusura dell'aeroporto Tegel, dopo quella già avvenuta di Tempelhof, la cui posizione, vicina ad aree urbanizzate, si è rivelata fonte di numerosi problemi nel corso degli anni.

Sistema aeroportuale di Berlino

A Berlino, oltre allo scalo principale, si contano tre aeroporti:
- Tegel, il più vicino, situato a 8 km dal centro, intitolato a Otto Lilienthal e chiuso definitivamente l'8 novembre 2020;
- Schönefeld, fuori dal territorio urbano, a 24 km dal centro, inglobato nello scalo BER;
- Tempelhof, in piena città, definitivamente chiuso il 30 ottobre 2008[2] e successivamente trasformato in parco pubblico.

## Porti e vie d'acqua
La Sprea ed i canali di Berlino sono quasi interamente navigabili anche da navi pesanti. La città è servita da un porto principale, e tre minori:
- Westhafen (Porto ovest) - il più grande della città con un'area di 173 000 m², utilizzato per il trasporto di cereali e merci pesanti.
- Südhafen (Porto sud) - un'area di circa 103 000 m².
- Osthafen (Porto est) - l'area di 57 500 m² è ancora in uso ma soggetta a opere di riqualificazione urbana.
- Hafen Neukölln (Porto Neukölln) - con solo 19 000 m² è il porto più piccolo usato per il trasporto di materiali da costruzione.

## Trasporti pubblici urbani
La rete dei trasporti pubblici urbani è molto efficiente e capillare. Le linee urbane (esclusa la rete S-Bahn) sono gestite dalla Berliner Verkehrsbetriebe (BVG), mentre le linee suburbane da svariate società. Tutte sono però perfettamente integrate nel consorzio Verkehrsverbund Berlin-Brandenburg (VBB): tutti i mezzi sono accessibili con lo stesso biglietto e formano una rete coordinata e dagli standard di servizio uniformi.

### S-Bahn
La S-Bahn (abbreviazione di Stadtschnellbahn, "ferrovia urbana veloce") è un servizio ferroviario urbano, prevalentemente di superficie, gestito dalla società omonima (S-Bahn Berlin), controllata dalla Deutsche Bahn. Anche la S-Bahn è integrata nel consorzio di trasporti Verkehrsverbund Berlin-Brandenburg (VBB).
La rete, che copre tutta la città e i dintorni, si compone di 15 linee, fra loro sovrapposte nelle tratte centrali, e conta anche una ferrovia circolare, la Ringbahn.
|           | Berlin Wannsee ↔ Oranienburg                       |
|           | Blankenfelde ↔ Bernau                              |
| Linea S25 | Teltow Stadt ↔ Hennigsdorf                         |
|           | Teltow Stadt ↔ Waidmannslust                       |
|           | Berlin Ostkreuz ↔ Erkner                           |
|           | Ringbahn (ferrovia circolare) in senso orario      |
|           | Ringbahn (ferrovia circolare) in senso antiorario  |
|           | Berlin Hermannstraße ↔ Flughafen Berlin Schönefeld |
|           | Berlin Westend ↔ Königs Wusterhausen               |
|           | Berlin Südkreuz ↔ Berlin Spindlersfeld             |
|           | Berlin Spandau ↔ Strausberg Nord                   |
|           | Potsdam Hauptbahnhof ↔ Ahrensfelde                 |
|           | Berlin Westkreuz ↔ Berlin Wartenberg               |
|           | Birkenwerder ↔ Zeuthen                             |
|           | Berlin Waidmannslust ↔ Berlin Grünau               |
|           | Berlin Spandau ↔ Flughafen Berlin-Schönefeld       |

La S-Bahn viaggia, fra venerdì e sabato e fra sabato e domenica, senza interruzione notturna. Nelle altre notti è necessario servirsi dei mezzi notturni della BVG.

### Metropolitana (U-Bahn)
La U-Bahn (abbreviazione di Untergrundbahn, "ferrovia sotterranea") è la metropolitana della capitale, gestita dalla BVG. È prevalentemente sotterranea, anche se vi sono alcuni tratti in trincea, in superficie o in viadotto.
La rete, composta di 9 linee, si estende per 155,9 chilometri e 208 stazioni con maggiore densità nella zona occidentale della città (la ex Berlino Ovest):
|  | Uhlandstraße ↔ Warschauer Straße    | 8,8 km  |
|  | Pankow ↔ Ruhleben                   | 20,7 km |
|  | Warschauer Straße ↔ Krumme Lanke    | 18,9 km |
|  | Nollendorfplatz ↔ Innsbrucker Platz | 2,9 km  |
|  | Hauptbahnhof ↔ Hönow                | 22,4 km |
|  | Alt-Tegel ↔ Alt-Mariendorf          | 19,9 km |
|  | Rathaus Spandau ↔ Rudow             | 31,8 km |
|  | Wittenau ↔ Hermannstraße            | 18 km   |
|  | Rathaus Steglitz ↔ Osloer Straße    | 12,5 km |

La U-Bahn, nelle notti fra venerdì e sabato e tra sabato e domenica, viaggia tutta la notte. Negli altri giorni è sostituita, nelle ore notturne, da linee di autobus, denominate da N1 a N9, che percorrono lo stesso tracciato delle U-Bahn.

### Tranvia
La rete tranviaria berlinese, inaugurata nel 1865, un tempo estesa in tutta la città con una rete di oltre 630 km nel 1930, serve oggi prevalentemente i quartieri orientali (ex Berlino Est), essendo stata sostituita negli ex settori occidentali da linee della U-Bahn o d'autobus. Nella parte occidentale finora sono stati costruiti solo alcuni tratti nuovi, in parte sul percorso delle linee chiuse negli anni sessanta o dismesse ancora prima. Esistono progetti per diversi prolungamenti della rete, soprattutto verso i quartieri occidentali, ma la scarsità di risorse economiche ne limita la possibilità di realizzazione.
Attualmente la rete si compone di 22 linee urbane, gestite dalla BVG. Di queste, nove sono dette MetroTram: sono più frequenti (minimo ogni 10 minuti nelle ore diurne) e viaggiano 24 ore al giorno.
Le linee urbane in esercizio sono:
|  | Mitte, Am Kupfergraben ↔ Niederschönhausen, Schillerstraße o Rosenthal Nord                           |
|  | S+U-Bhf. Alexanderplatz/Dircksenstraße ↔ Am Steinberg (- Heinersdorf)                                 |
|  | S-Bhf. Hackescher Markt ↔ Hohenschönhausen, Zingster Straße / Falkenberg                              |
|  | S-Bhf. Hackescher Markt ↔ Hohenschönhausen, Zingster Straße                                           |
|  | (U-Bahnhof Schwartzkopffstraße -) Landsberger Allee/Petersburger Straße ↔ Hellersdorf, Riesaer Straße |
|  | (U-Bahnhof Schwartzkopffstraße -) Landsberger Allee/Petersburger Straße ↔ Ahrensfelde                 |
|  | S-Bhf. Nordbahnhof ↔ S+U-Bhf. Warschauer Straße                                                       |
|  | Mitte, Am Kupfergraben ↔ Weißensee, Pasedagplatz                                                      |
|  | Wedding, Virchow-Klinikum ↔ S-Bhf. Warschauer Straße                                                  |
|  | S+U-Bhf. Frankfurter Allee ↔ Ahrensfelde                                                              |
|  | (Falkenberg -) Gehrenseestraße ↔ S-Bhf. Schöneweide                                                   |
|  | S+U-Bhf. Lichtenberg/Gudrunstraße ↔ Hellersdorf, Riesaer Straße                                       |
|  | S+U-Bhf. Lichtenberg/Gudrunstraße ↔ S-Bhf. Schöneweide                                                |
|  | Krankenhaus Köpenick ↔ Weißensee, Pasedagplatz                                                        |
|  | Betriebshof Lichtenberg ↔ S-Bhf. Schöneweide                                                          |
|  | (Wedding, Virchow-Klinikum -) Prenzlauer Berg, Björnsonstraße ↔ Französisch Buchholz, Guyotstraße     |
|  | S-Bhf. Adlershof ↔ Friedrichshagen, Altes Wasserwerk                                                  |
|  | S-Bhf. Adlershof ↔ Rahnsdorf, Waldschänke                                                             |
|  | Wendenschloß ↔ S-Bhf. Mahlsdorf                                                                       |
|  | S-Bhf. Köpenick ↔ Johannisthal, Haeckelstraße                                                         |
|  | Krankenhaus Köpenick ↔ S-Bhf. Schöneweide                                                             |
|  | S-Bhf. Köpenick ↔ Schmöckwitz                                                                         |

Vi sono poi due linee extraurbane, esercite da due diverse società:
- 87 S-Bhf. Rahnsdorf ↔ Woltersdorf Schleuse (tranvia di Woltersdorf)
- 88 S-Bhf. Friedrichshagen ↔ Schöneiche ↔ Rüdersdorf (tranvia di Schöneiche-Rüdersdorf, a scartamento ridotto).

### Autobus
La rete di autobus copre l'intera città con numerose linee urbane e suburbane. Tutte le linee urbane sono gestite dalla BVG.
Vi sono, analogamente alla rete tramviaria, 17 linee MetroBus, con frequenza minima di 10 minuti e servizio continuato 24 ore al giorno.
Vi sono inoltre 13 linee dette BusExpress (linee X), generalmente interperiferiche o dirette verso gli aeroporti, che effettuano solo le fermate principali.
Le linee notturne, da N1 ad N9, sostituiscono le linee della U-Bahn durante la notte (eccetto nei fine settimana). Le linee N a due cifre (complessivamente 39) servono i quartieri non serviti da altri collegamenti notturni (MetroBus o MetroTram), assicurando anche nelle zone periferiche e meno densamente servite un servizio "porta a porta".

### Cabinovia
Dal 2017 è presente una cabinovia urbana (Seilbahn), la funivia IGA Gärten der Welt, che attraversa il parco Erholungspark Marzahn, nella parte orientale della città, collegando i due quartieri di Marzahn e Hellersdorf.

### Traghetti

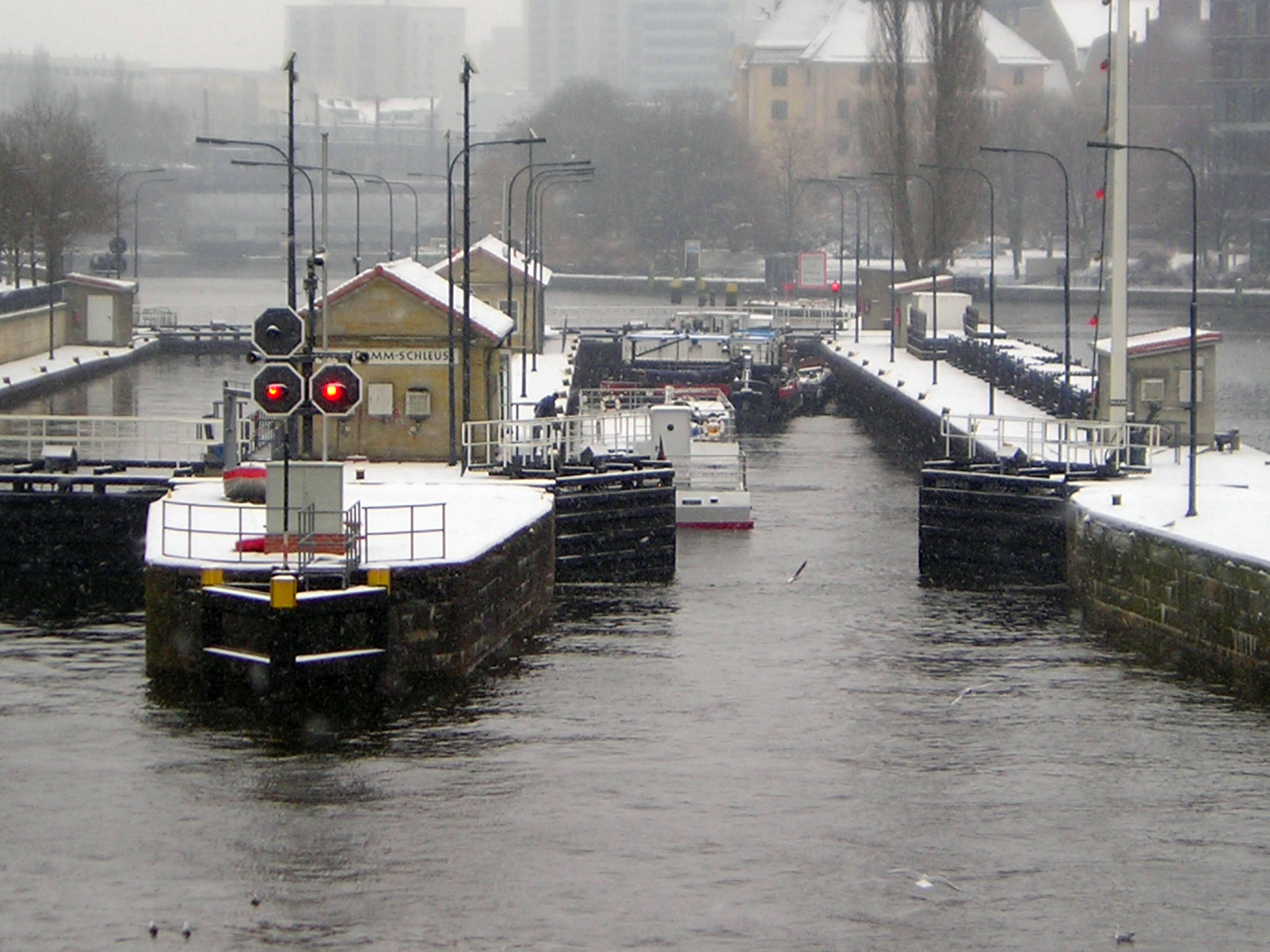
Una chiatta attraversa le chiuse dello Spreekanal

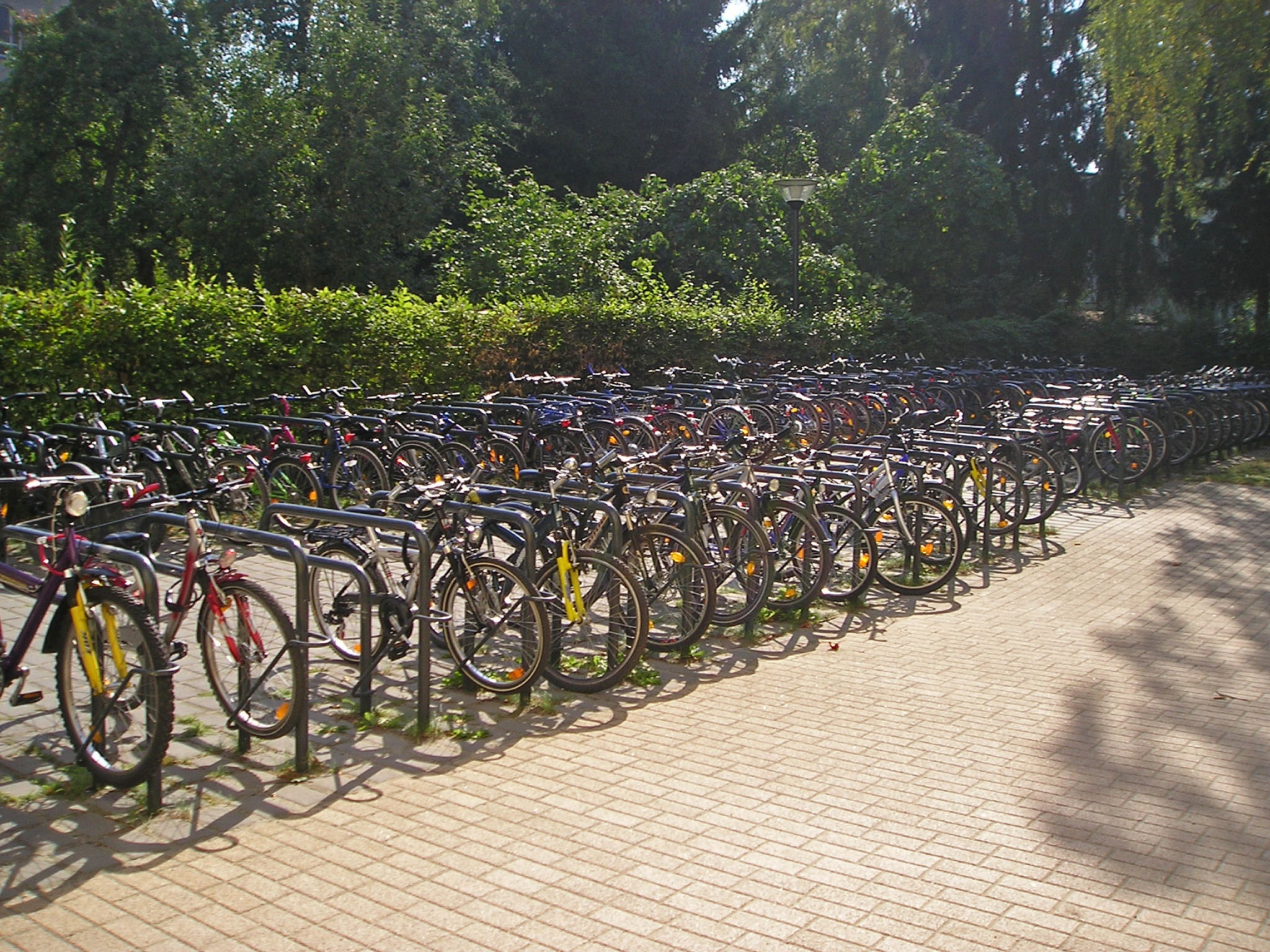
Parte del parcheggio per le biciclette in una scuola di Berlino, Lichtenrade

Vi sono sei linee di traghetto (Fähre), che attraversano i fiumi e i laghi berlinesi nelle zone più periferiche, dove non vi sono ponti:
- F10 - S-Bahnhof Wannsee DB ↔ Alt-Kladow
- F11 - Wilhelmstrand ↔ Baumschulenstraßee
- F12 - Müggelbergallee ↔ Wassersportallee
- F21 - Krampenburg ↔ Grosse Krampe ↔ Zum Seeblick[3]
- F23 - Müggelwerderweg ↔ Kruggasse[3]
- F24 - Spreewiesen ↔ Kruggasse[3]

## Piste ciclabili
Sulle strade principali, una parte del marciapiede, su entrambi i lati, è spesso adibita a pista ciclabile. Si possono distinguere dal resto per la diversa pavimentazione, spesso di colore rosso scuro, senza altre segnalazioni.
Le biciclette sono molto diffuse in tutta la città e possono essere affittate ovunque. Ci sono parcheggi per le bici in tutte le stazioni ed è possibile portarsi la bici sulle reti S-Bahn e U-Bahn, anche se si rende necessario scendere o salire le scale della stazione.

### Esplicative
1. ↑  Ricreata come Potsdamer Platz nel 2006.
2. ↑  Rinominata Ostbahnhof.
3. ↑  Sostituita nel 2006 dalla nuova Hauptbahnhof.
4. ↑  Nome dato alla Stettiner Bahnhof nel 1950.
5. ↑  Fa eccezione la linea U4, a cui non corrisponde nessun autobus notturno.

### Bibliografiche
1. ↑  Una dettagliata descrizione dei progetti è visibile qui Archiviato il 16 ottobre 2008 in Internet Archive.
2. ↑   www.berlin-airport.de Thank you Tempelhof, su berlin-airport.de, 3 novembre 2008 (archiviato dall'url originale il 30 ottobre 2008).
3. 1 2 3  stagionale, da venerdì santo al 3 ottobre